# فرانسيسكو كاروسو
فرانسيسكو كاروسو (بالإنجليزية: Francesco Caruso)‏ هو لاعب كرة قدم أمريكي، ولد في 16 يوليو 1982 في ألينتاون في الولايات المتحدة. لعب مع ساوثرن يونايتد.